# Marva Wright
Marva Elma Wright Ureña (San José, 2 de marzo de 1985) es una ex-reina de belleza costarricense, primera representante de la cultura afrodescendiente en Miss Costa Rica y participó en Miss Universe 2010.

## Biografía
Wright Ureña nació en San José, el 2 de marzo de 1985.

## Formación académica
Actualmente Marva es estudiante universitaria, cursa la carrera de Administración de Empresas con énfasis en Finanzas.

## Miss Costa Rica 2010
Fue elegida el 16 de abril de 2010 en el club de playa Hacienda Pinilla en Santa Cruz, Guanacaste, en la edición 55° de dicho concurso Jessica Umaña Miss Costa Rica 2009 coronó a Marva Wright, con lo que ganó el derecho de representar su país en Miss Universe 2010.
En su año de reinado representó la belleza tica y colaboró en distintas actividades sociales y eventos de caridad.
El 26 de marzo de 2011 cedió el título de reina a Johanna Solano quien fue elegida Miss Costa Rica 2011.

## Miss Universo 2010
Marva participó en la 59.ª edición de Miss Universo, correspondiente al año 2010, se realizó el 23 de agosto de 2010, en Las Vegas, Nevada, Estados Unidos. Compitió con 82 concursantes de distintas naciones y territorios autónomos y logró mostrar al mundo la belleza afrocostarricense en Miss Universo.